# Partecipanti al Giro d'Italia 2004
Elenco dei partecipanti al Giro d'Italia 2004.
Il Giro d'Italia 2004 fu l'ottantasettesima edizione della corsa. Alla competizione presero parte 19 squadre, ciascuna delle quali composta da nove corridori, per un totale di 169 ciclisti (la colombiana Colombia-Selle Italia e l'italiana Formaggi Pinzolo Fiavé parteciparono con 8 corridori). La corsa partì l'8 maggio da Genova e terminò il 30 maggio a Milano; in quest'ultima località portarono a termine la competizione 140 corridori. 

## Corridori per squadra
Nota: R ritirato, NP non partito, FT fuori tempo, SQ squalificato.
| Saeco Macchine per Caffè         | Saeco Macchine per Caffè         | Saeco Macchine per Caffè         | Domina Vacanze          | Domina Vacanze          | Domina Vacanze          | Lotto-Domo                         | Lotto-Domo                         | Lotto-Domo                         |
| -------------------------------- | -------------------------------- | -------------------------------- | ----------------------- | ----------------------- | ----------------------- | ---------------------------------- | ---------------------------------- | ---------------------------------- |
| 1                                | Gilberto Simoni                  | 3º                               | 71                      | Mario Cipollini         | NP 7ª                   | 141                                | Robbie McEwen                      | NP 16ª                             |
| 2                                | Leonardo Bertagnolli             | 37º                              | 72                      | Andrus Aug              | NP 7ª                   | 142                                | Christophe Brandt                  | 14º                                |
| 3                                | Damiano Cunego                   | 1º                               | 73                      | Gabriele Colombo        | 117º                    | 143                                | Gorik Gardeyn                      | 125º                               |
| 4                                | Paolo Fornaciari                 | 100º                             | 74                      | Martin Derganc          | 127º                    | 144                                | Piotr Wadecki                      | NP 15ª                             |
| 5                                | Eddy Mazzoleni                   | 21º                              | 75                      | Alessio Galletti        | 89º                     | 145                                | Aart Vierhouten                    | 110º                               |
| 6                                | Alessandro Spezialetti           | 66º                              | 76                      | Massimo Iannetti        | NP 12ª                  | 146                                | Christophe Detilloux               | R 16ª                              |
| 7                                | Gorazd Štangelj                  | 95º                              | 77                      | Giovanni Lombardi       | 119º                    | 147                                | Nick Gates                         | 113º                               |
| 8                                | Sylwester Szmyd                  | 43º                              | 78                      | Andris Naudužs          | 106º                    | 148                                | Gert Steegmans                     | 131º                               |
| 9                                | Andrea Tonti                     | 29º                              | 79                      | Mario Scirea            | 121º                    | 149                                | Ief Verbrugghe                     | 115º                               |
| Acqua & Sapone-Caffè Mokambo     | Acqua & Sapone-Caffè Mokambo     | Acqua & Sapone-Caffè Mokambo     | Fassa Bortolo           | Fassa Bortolo           | Fassa Bortolo           | Phonak Hearing Systems             | Phonak Hearing Systems             | Phonak Hearing Systems             |
| 11                               | Ruggero Marzoli                  | 23º                              | 81                      | Marzio Bruseghin        | 58º                     | 151                                | Michael Albasini                   | 88º                                |
| 12                               | Andrea Ferrigato                 | 84º                              | 82                      | Dario David Cioni       | 4º                      | 152                                | Niki Aebersold                     | 41º                                |
| 13                               | Rinaldo Nocentini                | 34º                              | 83                      | Massimo Codol           | 69º                     | 153                                | Daniele Bennati                    | R 2ª                               |
| 14                               | Bo Hamburger                     | 38º                              | 84                      | Alberto Ongarato        | 109º                    | 154                                | Marco Fertonani                    | 55º                                |
| 15                               | Crescenzo D'Amore                | 123º                             | 85                      | Alessandro Petacchi     | 97º                     | 155                                | Alexandre Moos                     | 27º                                |
| 16                               | Fred Rodriguez                   | 99º                              | 86                      | Fabio Sacchi            | 102º                    | 156                                | Uroš Murn                          | 92º                                |
| 17                               | Kyrylo Pospjejev                 | 42º                              | 87                      | Matteo Tosatto          | 107º                    | 157                                | Daniel Schnider                    | 45º                                |
| 18                               | Ondřej Sosenka                   | NP 7ª                            | 88                      | Volodymyr Hustov        | 103º                    | 158                                | Aljaksandr Usaŭ                    | 98º                                |
| 19                               | Gerhard Trampusch                | 26º                              | 89                      | Marco Velo              | 101º                    | 159                                | Tadej Valjavec                     | 9º                                 |
| Alessio-Bianchi                  | Alessio-Bianchi                  | Alessio-Bianchi                  | Fdjeux.com              | Fdjeux.com              | Fdjeux.com              | Saunier Duval-Prodir               | Saunier Duval-Prodir               | Saunier Duval-Prodir               |
| 21                               | Magnus Bäckstedt                 | NP 15ª                           | 91                      | Freddy Bichot           | R 10ª                   | 161                                | Rubens Bertogliati                 | 52º                                |
| 22                               | Angelo Furlan                    | 128º                             | 92                      | David Derepas           | 85º                     | 162                                | David Cañada                       | 18º                                |
| 23                               | Alessandro Bertolini             | 53º                              | 93                      | Nicolas Fritsch         | 51º                     | 163                                | Juan Carlos Domínguez              | NP 8ª                              |
| 24                               | Marcus Ljungqvist                | 63º                              | 94                      | Philippe Gilbert        | 32º                     | 164                                | Juan Gomis López                   | 67º                                |
| 25                               | Vladimir Miholjević              | 24º                              | 95                      | Bradley McGee           | 8º                      | 165                                | Rubén Lobato                       | 16º                                |
| 26                               | Cristian Moreni                  | 25º                              | 96                      | Francis Mourey          | 104º                    | 166                                | Alberto Loddo                      | R 17ª                              |
| 27                               | Andrea Noè                       | 17º                              | 97                      | Benoît Vaugrenard       | 136º                    | 167                                | Manuele Mori                       | 76º                                |
| 28                               | Franco Pellizotti                | 11º                              | 98                      | Nicolas Vogondy         | 81º                     | 168                                | Oliver Zaugg                       | 47º                                |
| 29                               | Ellis Rastelli                   | 73º                              | 99                      | Matthew Wilson          | 132º                    | 169                                | Massimo Strazzer                   | NP 10ª                             |
| Ceramiche Panaria-Margres        | Ceramiche Panaria-Margres        | Ceramiche Panaria-Margres        | Formaggi Pinzolo Fiavé  | Formaggi Pinzolo Fiavé  | Formaggi Pinzolo Fiavé  | Team Tenax                         | Team Tenax                         | Team Tenax                         |
| 31                               | Giuliano Figueras                | NP 18ª                           | 101                     | Ivan Quaranta           | R 10ª                   | 171                                | Gabriele Bosisio                   | 137º                               |
| 32                               | Julio Alberto Pérez Cuapio       | 33º                              | 102                     | Mario Manzoni           | 135º                    | 172                                | Giancarlo Ginestri                 | 118º                               |
| 33                               | Scott Davis                      | 90º                              | 103                     | Boštjan Mervar          | 130º                    | 173                                | Zoran Klemenčič                    | NP 14ª                             |
| 34                               | Brett Lancaster                  | 124º                             | 104                     | -                       |                         | 174                                | Nicola Loda                        | 74º                                |
| 35                               | Paolo Lanfranchi                 | 61º                              | 105                     | Domenico Gualdi         | 139º                    | 175                                | Renzo Mazzoleni                    | 111º                               |
| 36                               | Luca Mazzanti                    | 46º                              | 106                     | Giuseppe Di Grande      | 20º                     | 176                                | Daniele Pietropolli                | 80º                                |
| 37                               | Emanuele Sella                   | 12º                              | 107                     | Giuseppe Muraglia       | 57º                     | 177                                | Dean Podgornik                     | 138º                               |
| 38                               | Fortunato Baliani                | 39º                              | 108                     | Luis Laverde            | 15º                     | 178                                | Oscar Pozzi                        | 72º                                |
| 39                               | Alejandro Borrajo                | 79º                              | 109                     | Corrado Serina          | 140º                    | 179                                | Radoslav Rogina                    | 87º                                |
| Chocolade Jacques-Wincor Nixdorf | Chocolade Jacques-Wincor Nixdorf | Chocolade Jacques-Wincor Nixdorf | Gerolsteiner            | Gerolsteiner            | Gerolsteiner            | Vini Caldirola-Nobili Rubinetterie | Vini Caldirola-Nobili Rubinetterie | Vini Caldirola-Nobili Rubinetterie |
| 41                               | Andoni Aranaga                   | R 6ª                             | 111                     | Gianni Faresin          | NP 10ª                  | 181                                | Stefano Garzelli                   | 6º                                 |
| 42                               | Mauricio Ardila                  | 31º                              | 112                     | Robert Förster          | 116º                    | 182                                | Pavel Tonkov                       | 13º                                |
| 43                               | Florent Brard                    | 108º                             | 113                     | Sven Montgomery         | NP 14ª                  | 183                                | Dario Andriotto                    | 54º                                |
| 44                               | Denys Kostjuk                    | 60º                              | 114                     | Olaf Pollack            | 112º                    | 184                                | Mauro Gerosa                       | 62º                                |
| 45                               | John Gadret                      | R 4ª                             | 115                     | Davide Rebellin         | NP 8ª                   | 185                                | Simone Masciarelli                 | 91º                                |
| 46                               | Maksym Rudenko                   | 133º                             | 116                     | Marco Serpellini        | 71º                     | 186                                | Oscar Mason                        | 30º                                |
| 47                               | Jurgen Van De Walle              | R 3ª                             | 117                     | Marcel Strauss          | 105º                    | 187                                | Gianluca Sironi                    | 77º                                |
| 48                               | Geert Verheyen                   | 49º                              | 118                     | Fabian Wegmann          | 36º                     | 188                                | Steve Zampieri                     | 19º                                |
| 49                               | Jan van Velzen                   | 122º                             | 119                     | Thomas Ziegler          | 64º                     | 189                                | Marco Zanotti                      | 114º                               |
| Colombia-Selle Italia            | Colombia-Selle Italia            | Colombia-Selle Italia            | Lampre                  | Lampre                  | Lampre                  |                                    |                                    |                                    |
| 51                               | Freddy González                  | R 9ª                             | 121                     | Juan Manuel Gárate      | 10º                     |                                    |                                    |                                    |
| 52                               | Marlon Pérez                     | 40º                              | 122                     | Wladimir Belli          | 7º                      |                                    |                                    |                                    |
| 53                               | Ruber Marín                      | 83º                              | 123                     | Igor Astarloa           | 56º                     |                                    |                                    |                                    |
| 54                               | -                                | -                                | 124                     | Ján Svorada             | R 17ª                   |                                    |                                    |                                    |
| 55                               | Raffaele Illiano                 | 35º                              | 125                     | Andrej Hauptman         | 82º                     |                                    |                                    |                                    |
| 56                               | Leonardo Scarselli               | R 16ª                            | 126                     | Luciano Pagliarini      | R 17ª                   |                                    |                                    |                                    |
| 57                               | Philippe Schnyder                | 129º                             | 127                     | Mariano Piccoli         | 59º                     |                                    |                                    |                                    |
| 58                               | Russell Van Hout                 | 134º                             | 128                     | Daniele Righi           | 96º                     |                                    |                                    |                                    |
| 59                               | Trent Wilson                     | 126º                             | 129                     | Francisco Vila          | 22º                     |                                    |                                    |                                    |
| De Nardi                         | De Nardi                         | De Nardi                         | Landbouwkrediet-Colnago | Landbouwkrediet-Colnago | Landbouwkrediet-Colnago |                                    |                                    |                                    |
| 61                               | Serhij Hončar                    | 2º                               | 131                     | Volodymyr Bileka        | 50º                     |                                    |                                    |                                    |
| 62                               | Ruggero Borghi                   | 28º                              | 132                     | Volodymyr Duma          | 65º                     |                                    |                                    |                                    |
| 63                               | Simone Cadamuro                  | 120º                             | 133                     | Jacky Durand            | R 18ª                   |                                    |                                    |                                    |
| 64                               | Graziano Gasparre                | 78º                              | 134                     | Cristian Gasperoni      | R 2ª                    |                                    |                                    |                                    |
| 65                               | Leonardo Giordani                | 75º                              | 135                     | Jaroslav Popovyč        | 5º                      |                                    |                                    |                                    |
| 66                               | Michele Gobbi                    | 93º                              | 136                     | Nico Sijmens            | 68º                     |                                    |                                    |                                    |
| 67                               | Igor Pugaci                      | 70º                              | 137                     | Tomas Vaitkus           | NP 10ª                  |                                    |                                    |                                    |
| 68                               | Alessandro Vanotti               | 44º                              | 138                     | Johan Verstrepen        | 94º                     |                                    |                                    |                                    |
| 69                               | Charles Wegelius                 | 48º                              | 139                     | Serhij Adjejev          | 86º                     |                                    |                                    |                                    |

### Legenda
| Legenda          | Legenda | Legenda        | Legenda                                                  |
| ---------------- | --- | -------------- | -------------------------------------------------------- |
| Dorsale          | Dorsale di partenza del ciclista | Posizione      | Posizione finale nella classifica generale               |
| Maglia rosa      | Indica il vincitore della classifica generale                                                                                        | Maglia verde   | Indica il vincitore della classifica dei GPM             |
| Maglia ciclamino | Indica il vincitore della classifica a punti                                                                                         | Maglia azzurra | Indica il vincitore della classifica intergiro           |
| NP               | Indica un ciclista che non è ripartito in una tappa la mattina                                                                       | R              | Indica un ciclista che si è ritirato in una tappa        |
| FTM              | Indica un ciclista che ha concluso una tappa fuori tempo, ossia ha impiegato più tempo rispetto a quanto stabilito dal tempo massimo | EX             | Corridore escluso per non aver rispettato il regolamento |

## Corridori per nazione
Le nazionalità rappresentate nella manifestazione sono 28; in tabella il numero dei ciclisti suddivisi per la propria nazione di appartenenza:
| Numero corridori | Nazione |
| ---------------- | --- |
| 76               | Italia |
| 10               | Belgio, Svizzera |
| 9                | Francia, Ucraina |
| 8                | Australia, Spagna |
| 7                | Slovenia |
| 5                | Colombia |
| 4                | Germania |
| 2                | Croazia, Paesi Bassi, Polonia, Rep. Ceca, Svezia                                                                                           |
| 1                | Argentina, Austria, Bielorussia, Danimarca, Estonia, Gran Bretagna, Lettonia, Lituania, Messico, Moldavia, Russia, Slovacchia, Stati Uniti |